# Bogey Awards 1998
Nell'edizione del 1998 dei Bogey Awards, un film (Titanic) vinse il premio in titanio. Tre conquistarono il Bogey Award in Oro e quattro quello in argento, mentre 13 pellicole portarono a casa il Bogey Award semplice. Nessun film vinse il premio in platino.

## Premi

### Bogey Award in Titanio
- Titanic

### Bogey Award in Oro
- Armageddon - Giudizio finale
- Il dottor Dolittle
- Agente 007 - Il domani non muore mai

### Bogey Award in Argento
- Deep Impact
- Salvate il soldato Ryan
- Godzilla
- L'uomo che sussurrava ai cavalli

### Bogey Award
- La città degli angeli
- Flubber - Un professore tra le nuvole
- Harry a pezzi
- Gattaca - La porta dell'universo
- Arma letale 4
- Lola corre
- Mulan
- The Jackal
- Niente da perdere
- La maschera di ferro
- The Truman Show
- Tutti pazzi per Mary
- X-Files - Il film